# Pierre Nanninck
Pieter Nanninck, latinisé en Petrus Nannius, né en 1500 à Alkmaar, mort le 21 juillet 1557 à Louvain, est un philologue, traducteur, écrivain et poète humaniste néerlandais.

## Biographie
Nanninck s’appliqua dans sa jeunesse à la peinture mais, ayant renoncé à cet art, il alla terminer ses études à l’académie de Louvain et embrassa l’état ecclésiastique. II donna ensuite des leçons particulières et, en 1539, après quelques années d’enseignement en Hollande, appelé à succéder à Conrad Gockelen, dans la chaire de latin au Collegium Trilingue fondé par Busleyden. Les dispositions qu’il montra dans l’explication et les commentaires d’auteurs anciens comme Virgile, Cicéron, Horace, Tite-Live, Térence et d’autres, lui valurent la bienveillance du cardinal de Granvelle, l’évêque d’Arras. Il obtint par sa protection un canonicat du chapitre d’Arras avec la permission de ne pas quitter Louvain, où sa réputation attirait un grand nombre d’étudiants de tous les Pays-Bas et d’une partie de l’Allemagne. Critique de textes, il découvrit plus d’un manuscrit et sut en tirer parti. Il utilisa avant Jacques De Crucque le fameux exemplaire d’Horace de l’abbaye Saint-Pierre-au-Mont-Blandin.
Nanninck consacra une large part de son activité à la traduction d’œuvres grecques. Enfin, il fut écrivain : outre ses discours d’introduction, ses improvisations, ses exercices de rhétorique, on lui doit une contamination de Plaute et de Térence, le Vinetus, pastiche qui sent l’école, mais qui ne manque pas d’habileté ni même d’un certain intérêt dramatique. En poésie, il a su tourner quelques épitaphes et rendre habilement une douzaine de psaumes. Petrus Nannius n’a pas de génie. C’est un honnête philologue et un latiniste passable. Ce professeur ne s’intéresse nullement aux conflits idéologiques. Il a trouvé le moyen d’effleurer l’exégèse religieuse sans choquer personne.
Son ancien étudiant à Louvain, Giacomo Fieschi, noble génois et évêque de Savone, tenta de l’attirer en Italie avec la promesse de bons émoluments, mais Nannius se contenta de partager tout son temps entre les obligations du professorat et l’étude des auteurs classiques lorsqu'une mort prématurée l’enleva aux lettres. Ses restes furent déposés dans l’église cathédrale de Louvain, sous une tombe recouverte d’une épitaphe gravée sur marbre noir. 

## Publications

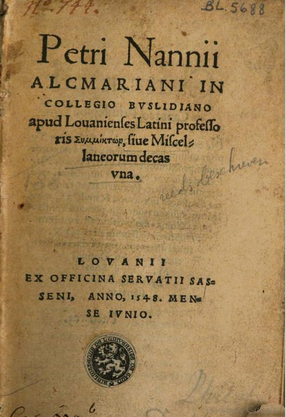
Petrus Nannius (1500-1557), Petri Nannii alcmariani in Collegio Bvslidiano apud Louanienses Latini professoris Summiktôn, sive Miscellaneorum decas una, 1548.

- Institutionum Juris civilis libri quatuor, olim a Theophilo Antecessore in Graecum e Latino uberius diffusiusque translati. . . . Graece editi. Adjectis etiam aliquot Petri Nanna Annotatiuncualis, Louvain, 1536.
- Declamatio de bello Turcis inferendo, Louvain, 1536 (1535), in-16[2],[3].
- Demosthenis et Aeschinis Epistolae, Latine versae, Louvain, 1537, in-4°.
- D. Basilii Magni, Archiepiscopi Caesariensis, in sanctam Christi Nativitatem Homilia, P. N, interprete, Louvain, 1537, (1538) in-16.
- D. Basilii Magni, Archiepiscopi Caesariensis, Homiliae tres, cum tribus ejusdem Epistolis, P. N. Alcmariano interprete. I. Homil., in dictum illud Evangelicum secundum Lucam : Diruam horrea mea, et majora exstruam, et de Avaritia II., adversus Divites III., in fame et siccitate habita, Louvain, 1538 (1539).
- Marci Catonis et Phocionis vitae e Plutarcho Latine versae, Louvain, 1540, in-4°.
- Oratio gratulatoria in adventu Caroli V in Belgium, Louvain, 1540.
- Orationes tres de laudibus Eloquentiae, Historiae et Agriculturae, Louvain, 1541, in-4°.
- Dialogismi Heroïnarum; libellus nunc primum et natus et editus, lectuqite dignissimus, Louvain, 1541, in-4°. Paris, 1541, in-4°.
- Athenagorae, Atheniensis Philosophi, de mortuorum resurrectione; Graece et Latine. P. N. Alcm. interprete, Louvain, 1541, in-4°.
- Epistolae Damiano a Goes, Louvain, 1542, in-4°.
- Genethliacum in Cl. viri Damiani a Goes, Equitis Lusitani, filium Emanuelem, Louvain, in Hispania illustrata P. Scotti, t. II, p. 826, 827.
- Demosthenis Oratio de Immunitate adversus Leptinem. Latinè versæ, Louvain, 1542, in-4°.
- Demosthenis Orationes duae; prima contra Androtionem : secunda de Immunitate adversus Leptinem, Latinè, Bâle, 1542, in-12.
- Funebris Oratio habita pro mortuo Conrardo Goclenio, Louvain. 1542, in-4°.
- Orationes duæ gratulatoriæ de felici Caesaris Caroli V in Brabantiam adventu, Louvain. 1543, in-4°.
- Oratio de obsidione Lovaniensi. Adjunctvs est Dialogus de milite peregrino, Louvain, 1543, in-4°.
- Synesii et Apollonii Epistolae selectiores e Latinè versæ, Louvain, 1544, in-4°.
- Deuterologia, sive Spicilegia in librum quartum Aeneidos, Louvain, 1544, in-4°.
- Castigationes in Titi Livii librum tertium decadis primae, Louvain, 1545, in-4°.
- M. Tullii Ciceronis Accusationis in C. Verrem liber quintus; cum scholiis et castigationibus P. N., Louvain, 1546, in-4°.
- Declamatio Quodlibetica de aeternitate mundi, Louvain, 1549, in-12.
- Duarum sanctissimarum, Agaethae et Lucae, Dialogismi; una cum Corn. Musii Hymno in eandem divinam Agatham, Louvain, 1550, in-4°.
- Consulti Chirii Fortunatiani Rhetoricorum libri tres, castigatiores redditi opera P. Nannii Alcm, Louvain, 1550, in-12.
- Sapientia Solomonis, una cum scholiis, Petro Nannio interprete, Bâle, 1552, in-4°.
- Leges Municipales civium Mechlinensium, e lingua Teutonica in Latinam translala. Ejusdem de Magistratuum, rerumque vocabulis difficilioribus, Louvain, 1552, in-4°.
- In Cantica Canticorum paraphrases et scholia, Louvain, 1554, in-4°.
- B. Athan. Magni, Alexandr. Episcopi Opera, Latine; ex interpr. S. N. et aliorum, Bâle, 1560, fol. 4 vol. Bâle, 1564, Paris, 1572, 1581, in-f°.
- Graece et Latine, ex interpr. P. N. et aliorum. Accesservnt fragmenta varia et notae variarum lectionum, Heidelberg, 1501, 2 vol. In-f°.
- Psalmi XL versibus expressi a Jac. Latomo, Louvain. 1556, in-12.
- In P. Virg. Maronis Bucolica. Commentaria docta et accurata, nuncque primum in lucem edita, Bâle, 1559 (1560).
- Avli Prudentii Clementis opera, ex fide decem librorum manuscriptorum emendata studio Theodori Pulmanni et Victoris Giselini. Accedunt .... Symmachi et Ambrosii Epistolae adversariae de Religione, cum scholiis P. N. et Victoris Gitelini. Desiderii Erasmi commentarius in duos Hymnos Prudentii, Anvers, 1564, in-8°.
- Scholia in Orationes. D. Ambrosii de obitu Valentiniani Imperatoris, de excessu fratris sui Satyri etc., Bâle, 1567; Paris 1569.
- Apologia super Annotutiunculis in Theophilum ; adversus quemdam Jacobum Curlium in Thes. Crit. Gruter, Francfort, 1602. t. I, p. 1378-1386.
- In Q Horatii Flacci Artem poëticam commentarius, Anvers, 1608, in-4°, p. 787-89.
- De claris Romae Corneliis, Libellus ad Cornelium Musium, Francfort, 1608, in-f°.
- Epistola Paulo Leopardo in Goldast, Phil. Epp. cent. una, Francfort, 1610, in-8°, p. 245, 246.
- Somnium sive Paralipomena Virgilii res Inferae a Poëta relictae, hactenus non editum, Louvain, 1611, in-16.
- Somnium alterum: in Lib. II. Lucretii Praefatio, habita Lovanii in Collegio Trilingui.
- Epistola ad Cornet. Guallerum. et Georgium Cassandrum, milt. et clar. vir. Epp, 1617, in-8°, p. 74.

## Sources
- « Pierre Nanninck », dans Louis-Gabriel Michaud, Biographie universelle ancienne et moderne : histoire par ordre alphabétique de la vie publique et privée de tous les hommes avec la collaboration de plus de 300 savants et littérateurs français ou étrangers, 2e édition, 1843-1865 [détail de l’édition]
- Joseph Bidez, Albert Joseph Carnoy et Franz Valery Marie Cumont, L’Antiquité classique, t. 7, Bruxelles, Oleffe, 1938, 490 p.